# Перисад (сын Сатира II)
Перисад (др.-греч. Παιρισάδης) — сын боспорского царя Сатира II.
О сыне Сатира II Перисаде известно из сообщения Диодора Сицилийского. После смерти боспорского царя Перисада I в 310/309 г. до н. э. в стране разразилась ожесточённая междоусобная война между его сыновьями. Старший из них Сатир умер от полученных во время военной кампании ранений. Его родственники и друзья были казнены по приказу оказавшегося в итоге победителем Евмела. Спастись удалось только юному Перисаду, бежавшему верхом на коне и нашедшему убежище у скифского царя Агара.
Приютивший Перисада Агар однако не стал помогать ему в восстановлении прав на престол. По замечанию Е. А. Молева, хотя именно Перисад согласно существующему на Боспоре праву наследования должен был стать следующим правителем, однако за царевичем не стояло никаких реальных сил, а скифы, уже успевшие ранее награбить добычу, решили удовольствоваться обещанием Эвмела восстановить «отцовский образ правления».
В. А. Анохин выдвинул гипотезу, что на смену евмеловской ветви Спартокидов пришли потомки Перисада — его внуки Спарток V и Перисад III. Эту версию А. А. Завойкин охарактеризовал как «фантастическую».